# Bão Dorian (2019)
Bão Dorian là một cơn bão nhiệt đới đã ảnh hưởng trực tiếp đến Bahamas và Đông Nam Hoa Kỳ. Dorian đã phát triển từ sóng nhiệt đới vào ngày 24 tháng 8 trong Trung Đại Tây Dương. Hệ thống dần dần tăng cường trong khi di chuyển về phía Tiểu Antilles, trước khi trở thành một cơn bão vào ngày 28 tháng 8. Bão Tăng cường nhanh chóng sau đó, vào ngày 31 tháng 8, Dorian đã tăng cường thành một cơn bão Cấp 4. Vào ngày hôm sau, Dorian đạt Cấp 5 cấp cao nhất trong Thang bão Saffif-Simpson, với sức gió duy trì trong một phút là 185 mph và áp suất trung tâm tối thiểu là 910 millibar (26,87 inHg) khi đổ bộ vào Elbow Cay, Bahamas, lúc 4:40 chiều UTC. Dorian đổ bộ vào Grand Bahama vài giờ sau đó, gần với cường độ tương tự.
Từ ngày 26-28 tháng 8, cơn bão ảnh hưởng đến các quốc gia và vùng lãnh thổ Caribbe bị tàn phá bởi cơn bão Irma và Maria năm 2017. Các biện pháp phòng ngừa mở rộng đã được thực hiện để giảm thiểu thiệt hại, đặc biệt là ở Puerto Rico, nơi một người chết. Gió gây thiệt hại chủ yếu ảnh hưởng đến quần đảo Virgin, nơi gió giật đạt 111 dặm / giờ (179 km / giờ). Ở những nơi khác trong Tiểu Antilles, các tác động từ cơn bão là tương đối nhỏ.

## Lịch sử khí tượng và ảnh hưởng của bão

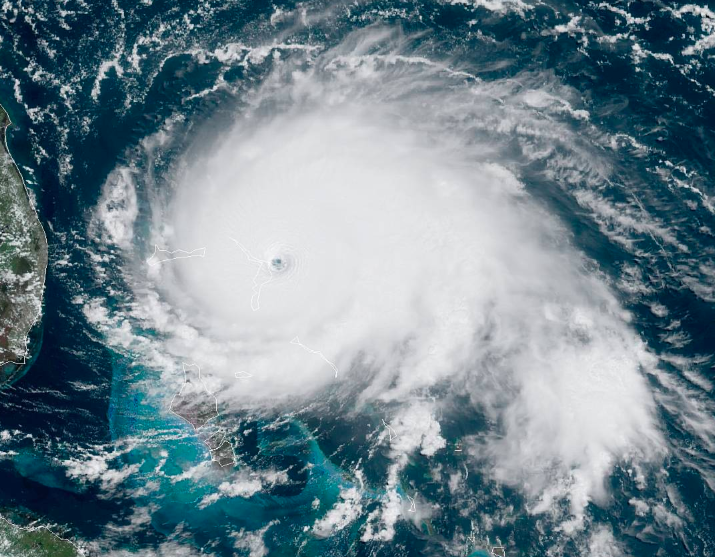

| Lãnh thổ         | Lãnh thổ         | Thương vong | Mất tích | Thiệt hại (2019 USD) | Ref   |
| ---------------- | ---------------- | ----------- | -------- | -------------------- | ----- |
| Windward Islands | Windward Islands | 0           | 0        | Không rõ             |       |
| Leeward Islands  | Leeward Islands  | 0           | 0        | Không rõ             |       |
| Bahamas          | Abaco Islands    | ≥7          | 0        | Không rõ             | [ 1 ] |
| Bahamas          | Grand Bahama     | 0           | 0        | Không rõ             |       |
| United States    | Puerto Rico      | 1           | 0        | Không rõ             | [ 2 ] |
| United States    | Lục địa          | 1           | 0        | Không rõ             |       |
| Tổng:            | Tổng:            | ≥9          | 0        | Unknown              |       |

### Vùng Caribe
Ngày 26 tháng 8, gió bắt đầu nổi lên ở Tiểu Antilles và mực nước dọc theo bờ biển bắt đầu dâng cao (bão dâng). Gió giật ở Barbados đạt
55 mph (89 km/h), gây đổ cây và cột điện. 
Một số nơi cư trú ở miền nam Barbados bị cúp điện và nước. Nhìn chung, Dorian gây ra một chút thiệt hại ở Barbados, chỉ có một ngôi nhà bị thiệt hại ở Saint Peter. Sự gián đoạn riêng biệt đối với quyền lực xảy ra trên St. không có thiệt hại xảy ra trong quốc gia. Ở Martinique, mưa lớn lên đến đỉnh điểm ở mức 102 mm (4,0 in) ở Rivière-Pilote và gió lên tới 61 dặm/giờ (98 km/giờ) gây ra một số thiệt hại. Khoảng 4.000 ngôi nhà bị mất điện và nhiều đường phố trở nên bế tắc do lũ lụt; một con đường bị cuốn trôi. Lũ lụt ảnh hưởng đến một số ngôi nhà và doanh nghiệp ở Rivière-Pilote; tuy nhiên, thiệt hại tổng thể là không đáng kể. Mưa lớn ở Dominica khiến nhiều cộng đồng không có điện và nước; tuy nhiên, các hiệu ứng bị hạn chế. Lượng mưa kéo dài về phía bắc đến Guadeloupe là lượng tích lũy đạt tới 121 mm (4,8 in) ở Matouba.
Tấn công quần đảo Virgin dưới dạng cơn bão mạnh, Dorian mang theo gió mạnh và mưa lớn cho khu vực. đảo Buck, ngay phía nam của Saint Thomas,, đã trải qua những cơn gió duy trì 82 dặm/giờ (132 km/giờ) và cơn gió giật cực đại 111 mph (179 km/h). Gió giật trên Saint Thomas đạt 75 dặm / giờ (121 km / giờ). Mất điện trên toàn đảo xảy ra ở Saint Thomas và Saint John, trong khi 25.000 khách hàng bị mất điện trên Saint Croix. Những cơn gió mạnh quật ngã cây cối trên khắp các hòn đảo. [13] Dọc theo bờ biển, nhiều chiếc thuyền đã rời khỏi neo đậu và dạt vào bờ. Một người đã chết trên Saint John trong cơn bão; tuy nhiên, nguyên nhân cái chết đang chờ điều tra và được cho là từ nguyên nhân tự nhiên. Một số trận lụt đã xảy ra trên Tortola ở Quần đảo Virgin thuộc Anh. Lũ lụt đáng kể và một số thiệt hại về cấu trúc xảy ra dọc theo ngoại ô Road Town, bao gồm một trung tâm thương mại đã bị dỡ bỏ một phần bởi các cơn gió mạnh. Những cây bị đổ đã làm mất điện cho một số nơi cư trú trên Virgin Gorda.
Do cơn bão di chuyển xa hơn về phía đông bắc so với dự đoán ban đầu, ảnh hưởng của nó ở Puerto Rico tương đối hạn chế. Gió giật ở Culebra đạt 62 mph (100 km/h) và 35 mph (56 km/h) in San Juan. Khoảng 23.000 hộ gia đình bị mất điện trên toàn lãnh thổ. Không có thiệt hại lớn được báo cáo trong Culebra. Một người đàn ông ở Bayamón đã chết khi anh ta rơi xuống khỏi mái nhà khi cố gắng làm sạch cống trước cơn bão.

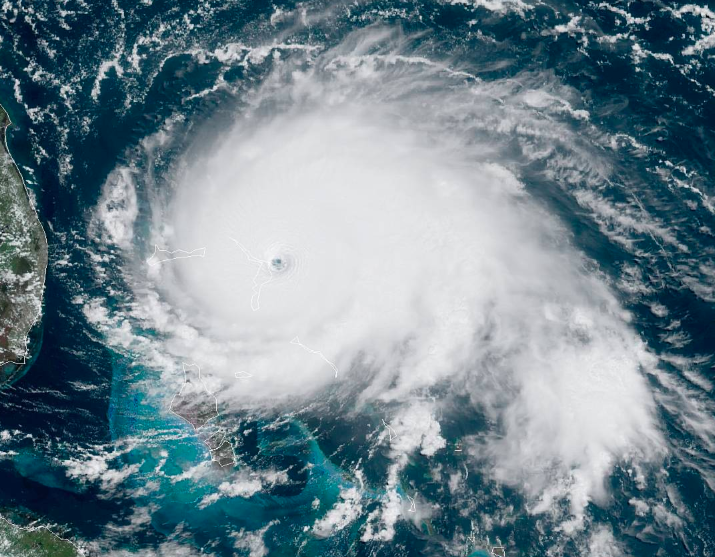
Bão Dorian vào ngày 1 tháng 9 đổ bộ vào Quần đảo Abaco gần cường độ cực đại

### Bahamas
Thủy triều gia tăng đã được trải nghiệm ở Bahamas trước cơn bão, với những dòng nước xoáy cũng xảy ra. Vào ngày 1 tháng 9 năm 2019, điều kiện bão đã đến một số Quần đảo Abaco. Vài giờ sau, các điều kiện hủy diệt đã đến, với cơn bão Dorian đổ bộ như một cơn bão cấp 5 vào lúc 16:40 UTC, trở thành cơn bão mạnh nhất trong các kỷ lục hiện đại tấn công vùng tây bắc Bahamas. Khoảng 12:30 PM AST, gió cấp 5 đã đến Bahamas bằng mắt. Gió giật trên 200 dặm / giờ (320 km / giờ) cũng xảy ra. Vào lúc 7:00 (UTC) ngày 2 tháng 9 năm 2019, Sân bay Quốc tế Grand Bahama đã ở dưới nước. Bộ trưởng Bộ Nông nghiệp Michael Pintard đã báo cáo một cơn bão ước tính là 20 điều 25 ft (6,1 đến 7,6 m) tại nhà của ông trên Grand Bahama. Thủ tướng của Bosnia, Hubert Trinis, nói rằng "Đây là một cơn bão quái vật [...] chết người". As the hurricane began "moving away" The Tribune posted a picture of the "devastation" in the Abaco Islands. Khi cơn bão bắt đầu "di chuyển đi", Tribune đã đăng một bức ảnh về "sự tàn phá" tại Quần đảo Abaco.
Cảng Marsh đã bị "thiệt hại thảm khốc", theo một nhóm ABC News. Đã có lũ lụt đáng kể trên đường phố và bãi biển, và thiệt hại cho cây cối và nhà cửa, với một số mái nhà bị xé toạc hoàn toàn. Cảnh tượng được một phóng viên ABC mô tả là "địa ngục thuần khiết". Một cậu bé tám tuổi bị chết đuối trong cơn bão, trong khi em gái của cậu bé cũng được báo cáo là mất tích. Bốn người khác, cùng với cậu bé tám tuổi, được xác nhận đã chết trên Quần đảo Abaco, Thủ tướng nói với các phóng viên vào thứ Hai. Đến thứ ba, số người chết đã tăng lên bảy theo thủ tướng.
Liên đoàn Chữ thập đỏ và Trăng lưỡi liềm đỏ quốc tế (IFRC) báo cáo rằng có tới 13.000 ngôi nhà bị hư hại hoặc bị phá hủy trên đảo Abaco. Lũ lụt kéo dài cũng được cho là đã khiến các giếng nước bị ô nhiễm nước biển, tạo ra nhu cầu cấp thiết cho nước sạch.
Khoảng 11:24 (UTC) ngày 2 tháng 9 năm 2019, toàn bộ năng lượng đã bị mất trên đảo New Providence, ngày hôm sau lúc 1:50 (UTC) 40% năng lượng đã được khôi phục.
Điều kiện bão nhiệt đới tiếp tục vào thứ Hai. Lúc 2 giờ chiều. EDT, sức gió duy trì 56 dặm / giờ (90 km / giờ) và gió giật 69 dặm / giờ (110 km / giờ) tại khu vực quan sát biển ven biển của NOAA tại Điểm định cư ở phía tây của đảo Grand Bahama.

### Hoa Kỳ lục địa

#### Bang Florida
Vào ngày 2 tháng 9, Florida bắt đầu trải qua những cơn gió bão nhiệt đới. Vào lúc 18:00 UTC (2 p.m. EDT), bến tàu ở Bãi biển Juno đã ghi lại một cơn gió mạnh 48 mph (75 km/h). Một trường hợp tử vong xảy ra ở Indiatlantic khi một người đàn ông ngã ba tầng khi lên nhà..